# SN 2005fn
SN 2005fn – supernowa typu Ia odkryta 13 września 2005 roku w galaktyce A204853+0011. W momencie odkrycia miała maksymalną jasność 18,90m.